# 조일통상장정
조일통상장정은 1883년 조선과 일본 사이에 체결된 통상조약으로 '재조선국일본인민통상장정(在朝鮮國日本人民通商章程)', '한일통상장정(韓日通商章程)'이라고도 불린다.
1876년 강화도조약을 맺은 직후, 조선과 일본 두 나라 사이의 통상관계에 대한 간단한 약조를 규정한 조일무역규칙은 수출입 상품에 대한 무관세를 규정한 불평등한 조약이었다. 이에 조선정부는 특히 관세권의 회복을 위해 외교적 노력을 모색하였다. 1882년 조미수호통상조약에서 처음으로 관세권이 설정되면서, 결국 일본도 더 이상 무관세를 고집할 수 없었다. 그리하여 1883년 7월 25일 조선과 일본 사이에 새로운 통상장정이 맺어졌다.
총 42관으로 주목되는 부분은 (9관)"입항하거나 출항하는 각 화물이 해관을 통과할 때는 응당 본 조약에 첨부된 세칙(稅則)에 따라 관세를 납부해야 한다. (37관)"조선국에서 가뭄과 홍수, 전쟁 등의 일로 인하여 국내에 양식이 결핍할 것을 우려하여 일시 쌀수출을 금지하려고 할 때에는 1개월 전에 지방관이 일본 영사관 에게 통지(방곡령)." (42관)"현재나 앞으로 조선 정부에서 어떠한 권리와 특전 및 혜택과 우대를 다른 나라 관리와 백성에게 베풀 때에는 일본국 관리와 백성도 마찬가지로 일체 그 혜택을 받는다.(최혜국대우)"
할 수 있다는 조항이다. 관세자주권 확보와 식량약탈을 제도적으로 규제하려는 내용으로 이전 조약과 성격이 다르다.
또한 일본은 조선의 전라도, 경상도, 강원도, 함경도 연해의 어업권을 얻었고, 조선도 일본의 히젠(肥前), 치쿠젠(筑前), 이시미(石見), 나가도(長門), 이즈모(出雲), 쓰시마(對馬島) 연해의 어업권을 얻었다. 메이지 유신 이후 일본은 어업회사를 설립하여 대형선단을 보유하고 있었던 반면, 한국의 어업은 영세한 수준을 벗어나지 못한 상태여서 조선의 어업에는 실효적인 이익이 없었다.

## 같이 보기
- 조청상민수륙무역장정